# Gianluca Geremia
Gianluca Geremia, né le 26 avril 1981 à Teglio Veneto, est un coureur cycliste italien. Il est professionnel de 2006 à 2008 au sein des équipes Ceramica Flaminia et Preti Mangimi-Prisma Stufe.

## Palmarès et résultats

### Palmarès par année
- 2000
  - Gran Premio San Gottardo
  - Coppa Comune di Canneto sull'Oglio
- 2003
  - Astico-Brenta
  - 2e du Circuito di Paderno
  - 2e du Trofeo Filmop
  - 2e du Mémorial Fregonese
- 2004
  - La Popolarissima
  - Gran Premio Camon
  - Vicence-Bionde
  - Circuito Bosco di Orsago
  - Gran Premio Vini Doc Valdadige
  - Coppa Città di Bozzolo
  - 2e du Trofeo Franco Balestra
  - 2e du Trofeo Vittorio e Marco Boffi
  - 2e du championnat d'Italie de vitesse par équipes
- 2005
  - Gran Premio della Possenta
  - Gran Premio Mercury Arredamenti
  - 3e du Circuito del Termen

### Classements mondiaux
| Année           | 2006 |
| --------------- | ---- |
| UCI Europe Tour | 897e |